# Palazzo Gottifredo
Palazzo Gottifredo (detto anche "Le Case Grandi") si trova ad Alatri, ed è una delle più importanti costruzioni medievali civili del Lazio.
Si colloca alla confluenza di quelli che, nel periodo della sua edificazione, erano i tre assi viari principali di Alatri: il primo, da nord, proviene dalla porta della cinta muraria cittadina intitolata a San Pietro; il secondo, da ovest, vi arriva dall'antica via San Francesco che passa per l'omonima porta; il terzo vi converge a partire da Porta San Nicola, a est. Tanto l'imponenza del palazzo quanto la particolare morfologia degli spazi interni, alcuni dei quali di notevole rilevanza architettonica, fanno pensare che il cardinale Gottifredo di Raynaldo, che lo fece erigere, abbia voluto sommarvi più funzioni: di difesa, di rappresentanza e di governo.
La sua porzione più antica, che corrisponde alla torre prospiciente l'incrocio delle tre vie (noto ad Alatri come "trivio"), ospita il museo civico, aperto stabilmente dal 1996.

## Struttura e fasi di realizzazione del palazzo
Il complesso monumentale che forma il Palazzo Gottifredo consta di una parte centrale - sulla cui facciata, lievemente convessa per adattarsi alla linea della strada, è posizionato il principale portale archiacuto ornato da duplice modanatura - e di due torri, una sul trivio ed una sul lato opposto.
I lavori di costruzione, data la mole della struttura, devono essere durati molti anni, ma dai documenti d'epoca non è possibile individuare con certezza quando iniziarono né in che data si conclusero.
Si sa però che Gottifredo era già canonico della Cattedrale di Alatri nel 1229 e che nel 1286, un anno prima di morire, fu nominato podestà della città. Dunque con tutta probabilità il progetto del palazzo deve essere maturato nella fase finale della prima metà del XIII secolo.

### La costruzione

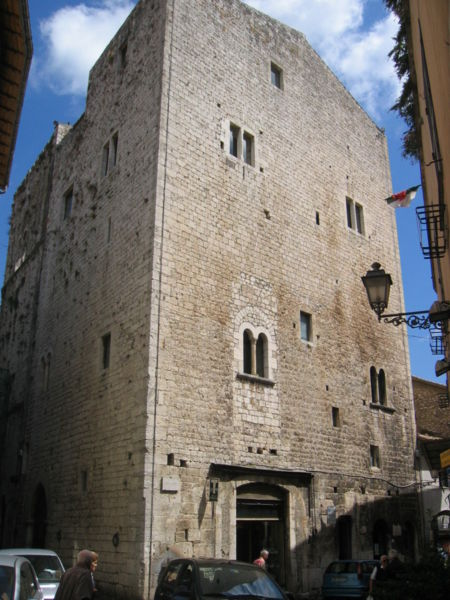
La torre sul Trivio, parte più antica del complesso e sede del museo civico

Dall'osservazione della tessitura muraria, appare evidente come la torre d'angolo sul trivio risalga ad epoca romanica e che preesista al corpo di fabbrica centrale.
Su questo blocco originario la costruzione deve essere stata completata in una seconda fase, ispirandosi al modello tipico della casa-torre medievale, comprendente anche un portico interno. Già qui ci si accorge della polifunzionalità della struttura, visto che sulla facciata sono presenti sia finestre piccole del tipo strombato di taglio difensivo, sia grandi bifore ad arco o architravate, per stanze che dovevano essere ad uso abitativo.
Con il terzo intervento, di gran lunga il più importante, il carattere multivalente del palazzo venne ad accentuarsi. Al pian terreno si collocavano di fatto le scuderie ed i servizi; in quello nobile intermedio, scandito da tre grandi archi a tutto sesto, vi erano la sala e gli appartamenti che costituivano l'abitazione del cardinale; infine l'ultimo piano era riservato ad un'aula magna, realizzata in un unico volume, con copertura a tetto sorretta da tre maestosi archi ogivali in pietra, il cui sistema costruttivo, già adottato in varie altre coeve e poco distanti architetture gotiche, assumeva qui particolare importanza per la temerarietà di cui avevano dato prova i suoi edificatori.
Nel complesso il compendio, stretto in ogni sua parte da edifici, accentua il carattere di verticalità ed offre già al primo sguardo una visione di imponente bellezza. La pietra calcarea locale utilizzata per la sua costruzione, levigata con estrema cura, dà luogo ad una massa bidimensionale che si sviluppa per filari austeri e semplici linee. Il pieno delle pareti prevale sul vuoto degli ordini di finestre e feritoie aperti nel corso dei secoli, in modo da suggerire ancora oggi un'impressione di unità, forza ed eleganza.

### Dal governo gottifrediano al sisma del 1349
Così articolato, Palazzo Gottifredo rappresentò dunque il cuore pulsante della vita politica locale e fu simbolo di stabilità. La stagione della sua piena funzionalità e magnificenza non durò tuttavia molto. La morte del cardinale lasciò un vuoto di potere cui seguì fino al 1296 un'ininterrotta serie di violenze, saccheggi, distruzioni e lutti.
Mezzo secolo dopo, il fortissimo sisma che sconvolse l'Italia centrale provocò il crollo della parte centrale del palazzo: a causa del difettoso proporzionamento dei grandi archi che sostenevano la copertura, le strutture ogivali portanti cedettero dall'ultimo piano, collassando su quelli sottostanti.
È probabile, dato l'uso di materiale di recupero ed il ricorso a tecniche costruttive del tutto simili a quelle originarie, che gli interventi posteriori siano stati prossimi al crollo. Al posto del salone dell'ultimo piano fu realizzato un cortile. Vennero inoltre ricostruiti due corpi di fabbrica.

### Dall'età della decadenza cittadina al Settecento
Con Gottifredo il comune di Alatri raggiunse il massimo fulgore. Dopo di lui cominciò la decadenza della città, caratterizzata dalla completa assoggettazione al papato che ne limitò l'autonomia senza garantirne la sicurezza.
La sorte del palazzo seguì quella dell'intero abitato. Può darsi che esso abbia continuato a costituire la residenza dei podestà, certo è che i successivi interventi, resi necessari a seguito di altre violentissime scosse, come avvenne dopo il terremoto di Sora del 1654 e forse dopo quello del 1703, furono comunque di modesta entità.
È verosimile però che all'epoca settecentesca si debbano la costruzione di un palazzetto con struttura autonoma, che utilizzò l'ingresso principale del Gottifredo, e la ristrutturazione degli spazi interni della torre posteriore, che rimodulò i solai a quote sfalsate rispetto agli originali, modificando con ciò anche la conformazione di alcune aperture in facciata.

### La recente ricostruzione della grande sala e della copertura

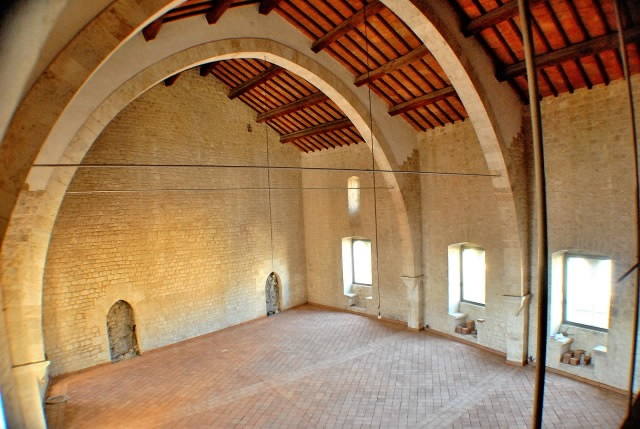
La grande sala ad archi ogivali all'ultimo piano di Palazzo Gottifredo, restaurata nel 2010

L'ultimo secolo è stato caratterizzato da alcune operazioni criticabili, la più importante delle quali occorse tra il 1920 ed il 1930, forse direttamente da parte del Genio civile. Ma è a partire dal 2006 che si è avviata l'azione di restauro del palazzo maggiormente degna di nota: riprendendo l'analisi e le considerazioni di Enrico Pavone, il quale, quarant'anni prima, aveva auspicato la ricostruzione totale delle parti crollate, gli architetti Giovanni Fontana e Alfredo Spalvieri ne hanno verificato la correttezza, tuttavia, diversamente da Pavone, non hanno voluto tralasciare il ruolo fondamentale che il corpo di fabbrica settecentesco aveva svolto nella successiva vita del palazzo. 
Il loro progetto salva tutte le preesistenze di rilievo, riproponendo nel contempo l'originale tipologia strutturale per setti ad arco. 
Dopo più di 650 anni, l'ultimo piano è stato così integralmente ricostruito, mentre gli archi al livello intermedio sono stati lasciati in vista salvando gli spazi risalenti al XVIII secolo. In questo modo la visita dell'edificio consente di rileggerne l'intero ciclo storico e, nel contempo, dà modo di comprendere appieno l'impianto originario. L'intervento di restauro, tuttora in corso, permetterà la salvaguardia delle esigenze di rinnovo funzionale degli ambienti in modo da consentirne la valorizzazione culturale ed economica, senza contrastare le ragioni legate alla frammentazione delle porzioni immobiliari all'interno del complesso, per lo più di proprietà di privati.

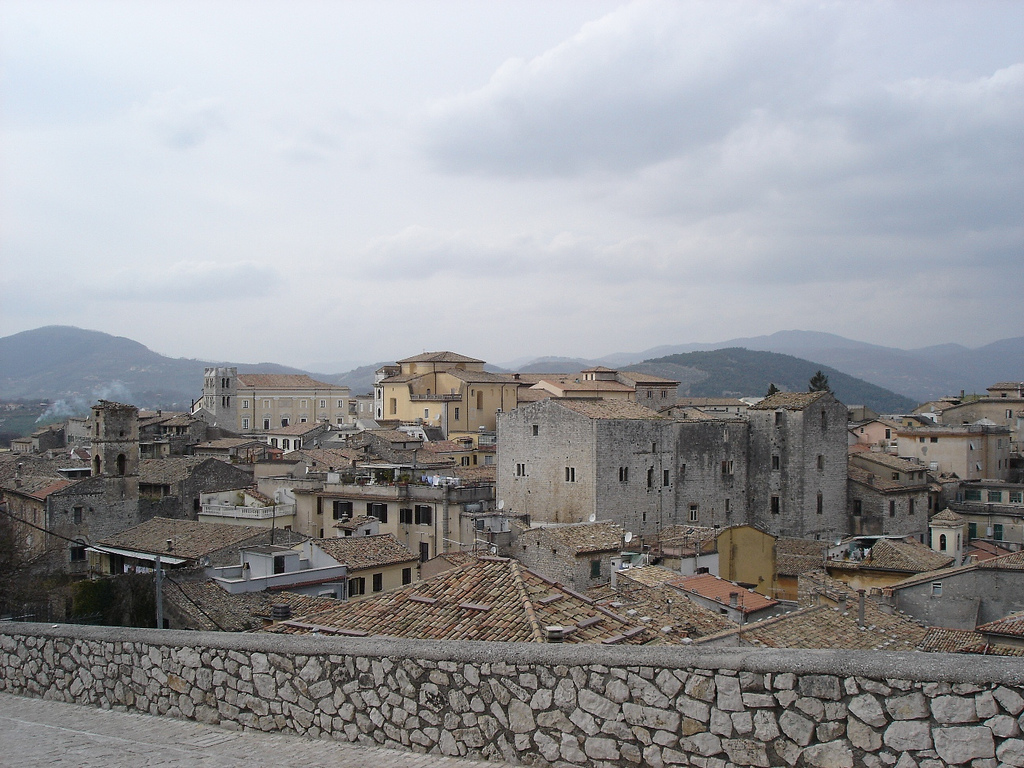
Panorama del centro di Alatri con palazzo Gottifredo, prima dell'intervento di ricostruzione

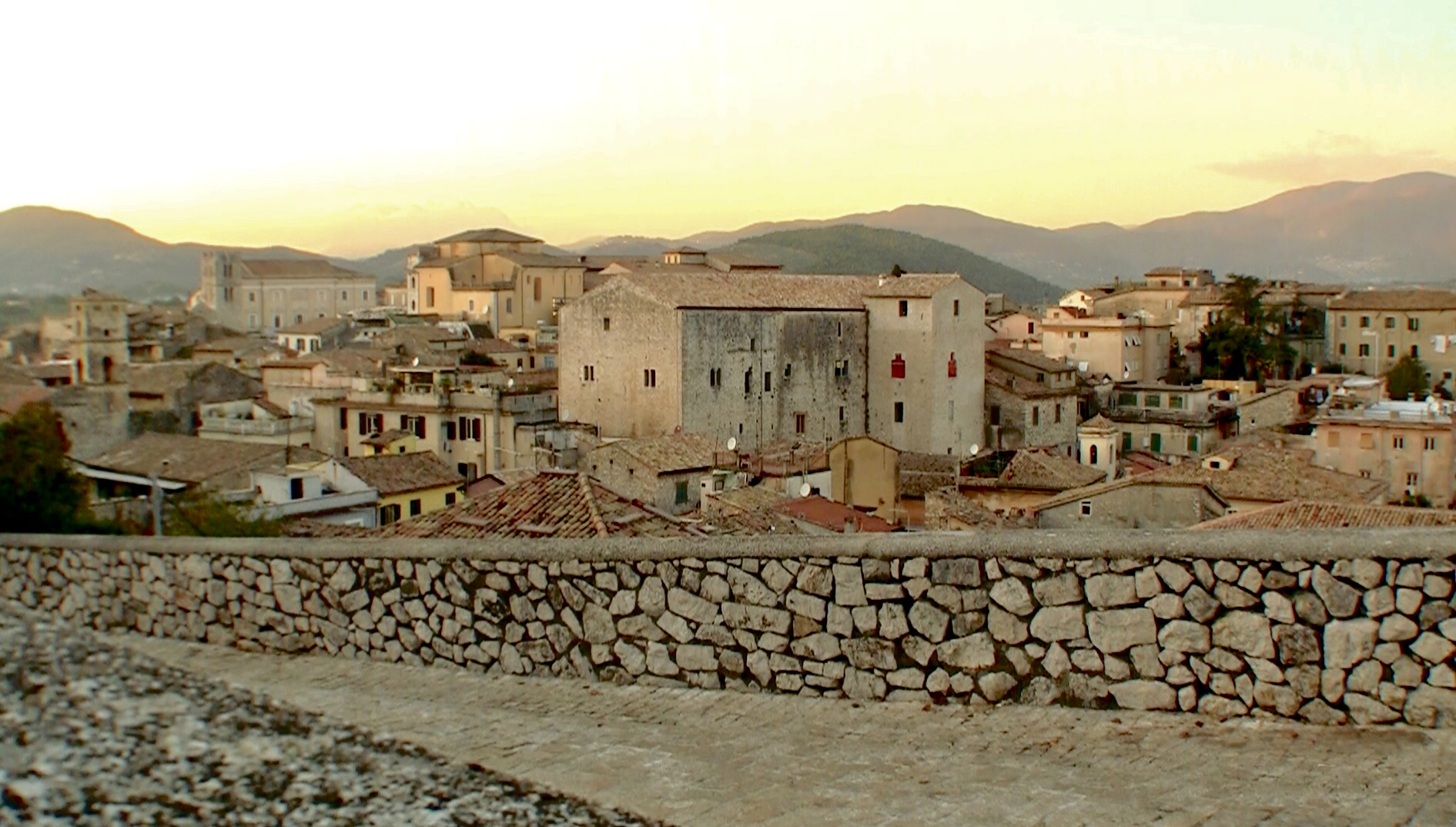
Lo stesso panorama dopo la ricostruzione della copertura del palazzo

## Gli interni
Se non si considerano alcuni locali a pian terreno che in origine servivano da rimesse e scuderie e che ora ospitano piccoli negozi, il Gottifredo si può dire essenzialmente suddiviso in due parti, allo stato attuale del tutto separate: una è la casa-torre esterna, cui si accede da corso Cavour, che fa parte del patrimonio comunale ed accoglie il museo; l'altra, che è la restante e maggior parte del palazzo, ha la principale entrata dal grande portale su via Emanuele Lisi, è di proprietà di vari cittadini e comprende la torre interna, il palazzetto settecentesco ed il corpo centrale gotico con la grande sala ad archi ogivali.

### Il museo civico
Istituito nel 1934 in due sale al pianterreno del Palazzo Conti-Gentili, fu trasferito all'interno delle Case Grandi nel 1935. Per intermittenti ed anche ampi periodi fu chiuso al pubblico. Dal 1996 funziona continuativamente.
Si articola su cinque livelli, accessibili anche a persone con ridotte capacità motorie, ed in dieci sale (dalla A alla L).
Al piano terra (sala A) ci sono la biglietteria, l'accoglienza ed i pannelli che introducono alla storia di Alatri.
Al primo piano una saletta (B) è adibita alle attività multimediali e può ospitare eventuali conferenze. Si passa poi ad una ricca esposizione di epigrafi (C), che comprende 26 iscrizioni romane, la più rilevante delle quali è quella di Lucio Betilieno Varo. Le sale D ed E raccolgono il patrimonio archeologico della città, proveniente da vari scavi. Infine, sullo stesso livello, è ospitata una mostra permanente di reperti recuperati dalla Guardia di Finanza: ceramiche corinzie, etrusche, attiche e dell'Italia centrale e meridionale, dall'età classica all'ellenismo.
Il secondo piano è dedicato ai servizi.
Il terzo espone nelle sale I e L una ricca collezione demo-antropologica, di circa mille pezzi.
L'ultimo livello non è accessibile al pubblico perché ospita gli uffici.

### Gli appartamenti settecenteschi
Sono attualmente in fase di restauro. Hanno solai in travi, travicelli e tavolati in legno di farnia e di castagno, montati a regolo per convento, e conservano affreschi decorativi e stucchi del XVIII secolo.

## L'Associazione Gottifredo
Per valorizzare il Palazzo Gottifredo è stata costituita nel 2014 l'associazione culturale denominata «Associazione Gottifredo», che ha sede nello stesso Palazzo. L'iniziativa si deve a un gruppo di letterati, musicisti, artisti, pittori e storici dell'arte che credono nella possibilità di uno sviluppo della città di Alatri e degli importanti centri storici vicini basato sul traino delle attività culturali e artistiche che nel Palazzo possono trovare un luogo prestigioso nel quale esprimersi e proporsi. Dell'associazione fanno parte, con la qualifica di soci d'onore, l'Università degli Studi di Cassino e del Lazio Meridionale e l'Accademia di Belle Arti di Frosinone. Nel suo statuto l'associazione pone tra i suoi obiettivi, oltre a quelli già ricordati, anche la “costante attività di informazione rivolta alle comunità di connazionali all'estero” e ”la creazione di un sistema diffuso di accoglienza e ospitalità per offrire opportunità di residenza collegata con lo svolgimento di programmi didattici, artistici, culturali, quali master, laboratori, concerti, convegni di studio, mostre, presentazione di libri”.